# 7922 Violalaurenti
7922 Violalaurenti è un asteroide della fascia principale. Scoperto nel 1983, presenta un'orbita caratterizzata da un semiasse maggiore pari a 3,0831144 au e da un'eccentricità di 0,1703165, inclinata di 14,15931° rispetto all'eclittica.